# World Rugby Sevens Series femminili 2016-2017
Le World Rugby Sevens Series femminili 2016-2017 sono state la quinta edizione del circuito globale per squadre nazionali di rugby a 7 femminile, organizzato da World Rugby.

## Formato
La competizione è stata una serie di sei tornei dove le squadre partecipanti hanno ottenuto un punteggio secondo i piazzamenti nei singoli tornei al fine di determinare la classifica finale che ha assegnato il vincitore. 
In ogni torneo hanno partecipato 12 squadre. Alle 11 core teams, ovvero le squadre che hanno acquisito il diritto a partecipare a tutti i tornei della serie, è stata aggiunta ad ogni torneo una ad invito, a discrezione di World Rugby.
Durante il torneo maschile di Hong Kong si è disputato inoltre un torneo separato di qualificazione con 12 squadre, che ha determinato la partecipazione del Giappone all'edizione 2017-2018 delle World Series.

### Singolo torneo
Nella prima fase le squadre sono state divise in 3 gironi da quattro formazioni, disputando un girone all'italiana. Sono stati attribuiti 3 punti per la vittoria, 2 per il pareggio, uno per la sconfitta, 0 se si è dato forfait.
Nella seconda fase ad eliminazione diretta, le prime due di ogni girone, più le migliori due terze, si sono contese la Cup e l'assegnazione delle medaglie. 
Le restanti 4 squadre hanno avuto accesso invece alla Challenge trophy per determinare la loro posizione finale.
Ogni squadra al termine del torneo ha ricevuto dei punti secondo il piazzamento:
- Vincitore della Cup (1º posto): 20 punti
- Medaglia d'argento: 18 p
- Medaglia di bronzo: 16 p
- 4º posto: 14 p
- 5º posto: 12 p
- 6º posto: 10 p
- 7º posto: 8 p
- 8º posto: 6 p
- Vincitore del Challenge trophy (9º posto): 4 p
- 10º posto: 3 p
- 11º posto: 2 p
- 12º posto: 1 p

## Squadre partecipanti
Le 9 core teams sono state le seguenti:
- Australia
- Canada
- Figi

- Francia
- Inghilterra
- Nuova Zelanda

- Russia
- Spagna
- Stati Uniti

Le 2 squadre aggiunte alle core teams sono state:
- Brasile - prima delle non core teams  alle Olimpiadi del 2016 (9º posto);
- Irlanda - prima delle non core teams al torneo di qualificazione alle Olimpiadi del 2016 (3º posto).

Le squadre invitate sono state:
- Argentina (USA Sevens)
- Giappone (Japan Sevens e France Sevens)
- Paesi Bassi (Canada Sevens)
- Papua Nuova Guinea (Australia Sevens)
- Sudafrica (Dubai Sevens)

## Tornei
| Tornei 2016–2017 | Tornei 2016–2017                           | Tornei 2016–2017           | Tornei 2016–2017 |
| Torneo           | Località                                   | Date                       | Vincitore        |
| ---------------- | ------------------------------------------ | -------------------------- | ---------------- |
| Dubai            | The Sevens Dubai                           | 1 dicembre 2 dicembre 2016 | Nuova Zelanda    |
| Australia        | Spotless Stadium Sydney                    | 3 febbraio 4 febbraio 2017 | Canada           |
| Stati Uniti      | Sam Boyd Stadium Las Vegas                 | 3 marzo 25 marzo 2017      | Nuova Zelanda    |
| Giappone         | Mikuni World Stadium Kitakyushu Kitakyūshū | 22 aprile 23 aprile 2017   | Nuova Zelanda    |
| Canada           | Westhills Stadium Langford                 | 27 maggio 28 maggio 2017   | Nuova Zelanda    |
| Francia          | Stadio Gabriel Montpied Clermont-Ferrand   | 24 giugno 25 giugno 2017   | Nuova Zelanda    |

## Classifica generale
| Pos. | Squadra            | Dubai | Sydney | Las Vegas | Kitakyushu | Langford | Clermont-Ferrand | TOTALE |
| ---- | ------------------ | ----- | ------ | --------- | ---------- | -------- | ---------------- | ------ |
| 1    | Nuova Zelanda      | 20    | 16     | 20        | 20         | 20       | 20               | 116    |
| 2    | Australia          | 18    | 14     | 18        | 16         | 16       | 18               | 100    |
| 3    | Canada             | 10    | 20     | 16        | 18         | 18       | 16               | 98     |
| 4    | Figi               | 12    | 12     | 12        | 14         | 4        | 12               | 66     |
| 5    | Russia             | 16    | 8      | 10        | 12         | 12       | 8                | 66     |
| 6    | Stati Uniti        | 2     | 18     | 14        | 8          | 10       | 10               | 62     |
| 7    | Francia            | 8     | 10     | 8         | 6          | 14       | 14               | 60     |
| 8    | Inghilterra        | 14    | 3      | 3         | 10         | 6        | 1                | 37     |
| 9    | Irlanda            | 4     | 6      | 6         | 4          | 8        | 6                | 34     |
| 10   | Spagna             | 3     | 2      | 4         | 3          | 3        | 4                | 19     |
| 11   | Brasile            | 1     | 4      | 2         | 2          | 2        | 2                | 13     |
| 12   | Sudafrica          | 6     | -      | -         | -          | -        | -                | 6      |
| 13   | Giappone           | -     | -      | -         | 1          | -        | 3                | 4      |
| 14   | Papua Nuova Guinea | -     | 1      | -         | -          | -        | -                | 1      |
| 15   | Argentina          | -     | -      | 1         | -          | -        | -                | 1      |
| 16   | Paesi Bassi        | -     | -      | -         | -          | 1        | -                | 1      |

| Legenda |
| --- |
| Squadra vincitrice e qualificata all'edizione successiva |
| Squadra qualificata all'edizione successiva |
| Squadra invitata e qualificata all'edizione successiva in quanto vincitrice del torneo di qualificazione disputato durante il torneo maschile ad Hong Kong 2017 |
| Squadra invitata |

## Risultati Tornei

### Dubai Sevens
| Trofeo           | Finaliste                    | Semifinaliste             |
| ---------------- | ---------------------------- | ------------------------- |
| Cup              | Nuova Zelanda 17-5 Australia | Russia 17-14 Inghilterra  |
| 5º posto         | Figi 17-14 Canada            | Francia 31-5 Sudafrica    |
| Challenge Trophy | Irlanda 14-12 Spagna         | Stati Uniti 26-17 Brasile |

### Australia Sevens
| Trofeo           | Finaliste                 | Semifinaliste                   |
| ---------------- | ------------------------- | ------------------------------- |
| Cup              | Canada 21-17 Stati Uniti  | Nuova Zelanda 19-0 Australia    |
| 5º posto         | Figi 31-12 Francia        | Russia 17-12 Irlanda            |
| Challenge Trophy | Brasile 17-12 Inghilterra | Spagna 31-17 Papua Nuova Guinea |

### USA Sevens
| Trofeo           | Finaliste                    | Semifinaliste           |
| ---------------- | ---------------------------- | ----------------------- |
| Cup              | Nuova Zelanda 28-5 Australia | Canada 31-7 Stati Uniti |
| 5º posto         | Figi 19-17 Russia            | Francia 15-5 Irlanda    |
| Challenge Trophy | Spagna 10-0 Inghilterra      | Brasile 41-0 Argentina  |

### Japan Sevens
| Trofeo           | Finaliste                  | Semifinaliste             |
| ---------------- | -------------------------- | ------------------------- |
| Cup              | Nuova Zelanda 17-14 Canada | Australia 19-17 Figi      |
| 5º posto         | Russia 31-0 Inghilterra    | Stati Uniti 31-14 Francia |
| Challenge Trophy | Irlanda 26-7 Spagna        | Brasile 12-10 Giappone    |

### Canada Sevens
| Trofeo           | Finaliste                 | Semifinaliste             |
| ---------------- | ------------------------- | ------------------------- |
| Cup              | Nuova Zelanda 17-7 Canada | Australia 26-12 Francia   |
| 5º posto         | Russia 26-21 Stati Uniti  | Irlanda 14-10 Inghilterra |
| Challenge Trophy | Figi 31-7 Spagna          | Brasile 28-7 Paesi Bassi  |

### France Sevens
| Trofeo           | Finaliste                    | Semifinaliste             |
| ---------------- | ---------------------------- | ------------------------- |
| Cup              | Nuova Zelanda 22-7 Australia | Canada 36-7 Francia       |
| 5º posto         | Figi 24-19 Stati Uniti       | Russia 19-14 Irlanda      |
| Challenge Trophy | Spagna 15-14 Giappone        | Brasile 27-17 Inghilterra |